# Frontière entre le Kentucky et le Tennessee

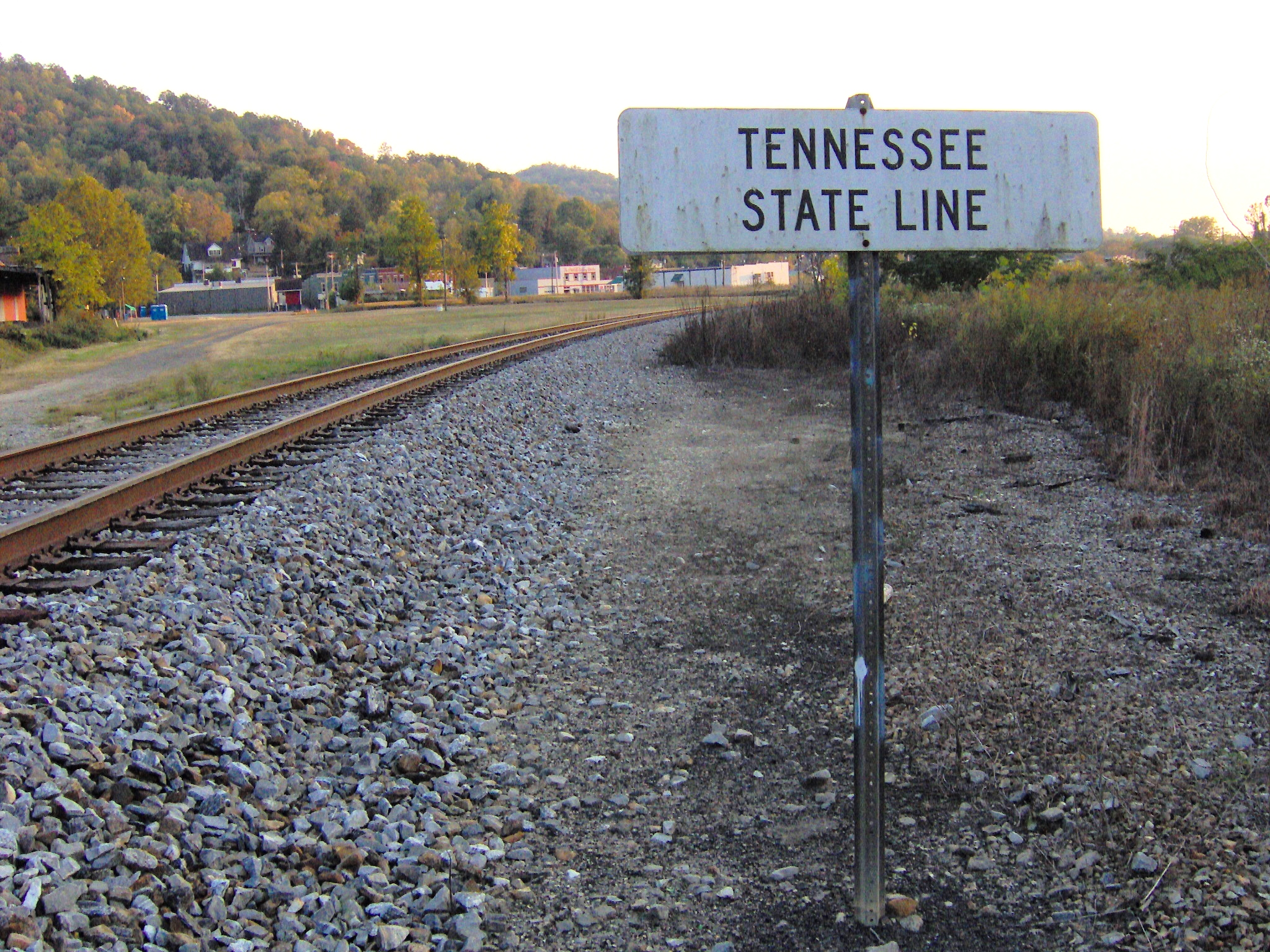
Signalisation de la frontière sur la voie ferrée près de Jellico.

La frontière entre le Kentucky et le Tennessee est une frontière intérieure des États-Unis délimitant les territoires du Kentucky au nord et le Tennessee au sud.
Son tracé suit deux tracés rectilignes consécutifs :
- le premier, du fleuve Mississippi au lac Kentucky, le long du parallèle 36° 29' 31" de latitude nord ;
- le second, du lac Kentucky au monts Appalaches, le long du parallèle 36° 38' 7" de latitude nord ;